# Juno Temple
Juno Violet Temple (Londres, 21 de julio de 1989), conocida como Juno Temple, es una actriz británica, conocida por su papel de Keeley Jones en la serie de Apple TV+, Ted Lasso (2020-2022) y Dorothy en la quinta temporada de la serie Fargo (2023-2024).

## Primeros años
Juno es hija de la productora Amanda Pirie y del director de cine Julien Temple. Asistió a la Enmore Primary School, al Bedales School y al King's College de Taunton, Somerset. Tiene dos hermanos menores, Leo y Félix Temple.

## Carrera artística

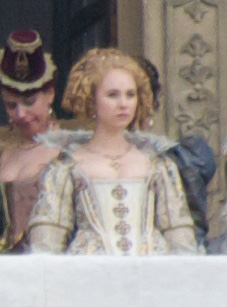
Temple filmando Los tres mosqueteros (2011).

Temple comenzó su carrera como actriz infantil en la película de 1998 Vigo: Passion for Life, una película acerca de Jean Vigo.
Ha obtenido elogios de la crítica por varios papeles secundarios. Un crítico dijo que ella interpretó su papel en Notes on a Scandal con «petulancia y angustia», mientras que su interpretación en Atonement ha sido calificada de «impresionante». Algunos de sus otros créditos cinematográficos incluyen a Celia en St Trinian's y St. Trinian's 2: The Legend of Fritton's Gold, Drippy (Jennifer Logan) en Wild Child, y Jane Parker en The Other Boleyn Girl. En 2009, protagonizó la comedia Year One, junto a Jack Black y Michael Cera, e interpretó a Di Radfield en la adaptación de Cracks, de Sheila Kohler.
Temple también ha aparecido en los videos musicales Milkmaid de Kid Harpoon y Just Impolite de Plushgun. Además, hizo el papel de Diane en la historia de Jack & Diane.
En el 2011, apareció en la adaptación fílmica en 3D de Los tres mosqueteros, dirigida por Paul W. S. Anderson, como Ana de Austria, reina consorte de Francia, junto a Logan Lerman, Orlando Bloom, Milla Jovovich, Christoph Waltz y Mads Mikkelsen.
Protagonizó Dirty Girl, de Abe Sylvia, que se estrenó el 12 de septiembre de 2010 en el Festival de Cine de Toronto, trabajando junto a Milla Jovovich, Jeremy Dozier, William H. Macy, Mary Steenburgen y Tim McGraw.
En 2012 participó en la película The Dark Knight Rises, dirigida por Christopher Nolan. Durante todo el mes de abril y la primera semana de mayo de 2012, Temple estuvo en Chile para filmar la película Magic, Magic, del director chileno Sebastián Silva (La Nana) y en donde es la protagonista. La cinta cuenta la historia de una joven (Temple) que es invitada por su mejor amiga (encarnada por Emily Browning) de vacaciones a Chile. Durante el viaje al sur de ese país, pierde el control de la realidad.

## Filmografía

### Cine y televisión
| Año  | Título                                         | Papel                    | Notas                             |
| ---- | ---------------------------------------------- | ------------------------ | --------------------------------- |
| 2000 | Pandaemonium                                   | Emma Southey             |                                   |
| 2006 | Notes on a Scandal                             | Polly Hart               |                                   |
| 2007 | Atonement                                      | Lola Quincey             |                                   |
| 2007 | St Trinian's                                   | Celia                    |                                   |
| 2008 | The Other Boleyn Girl                          | Jane Parker              |                                   |
| 2008 | Wild Child                                     | Jennifer "Drippy" Logan  |                                   |
| 2009 | Year One                                       | Eema                     |                                   |
| 2009 | Cracks                                         | Di Radfield              |                                   |
| 2009 | Mr. Nobody                                     | Anna de joven (16)       |                                   |
| 2009 | Glorious 39                                    | Celia Keyes              |                                   |
| 2009 | St. Trinian's II: The Legend of Fritton's Gold | Celia                    |                                   |
| 2010 | Greenberg                                      | Muriel                   |                                   |
| 2010 | Swerve                                         | Missy                    | Cortometraje                      |
| 2010 | Bastard                                        | Chica                    | Cortometraje                      |
| 2010 | Kaboom                                         | London                   |                                   |
| 2010 | Dirty Girl                                     | Danielle                 |                                   |
| 2011 | Henry                                          | Niñera                   |                                   |
| 2011 | Little Birds                                   | Lily Hobart              |                                   |
| 2011 | The Three Musketeers                           | Reina Ana                |                                   |
| 2011 | Killer Joe                                     | Dottie Smith             |                                   |
| 2012 | Small Apartments                               | Simone                   |                                   |
| 2012 | Jack and Diane                                 | Diane                    |                                   |
| 2012 | The Dark Knight Rises                          | Jen                      |                                   |
| 2012 | The Brass Teapot                               | Alice                    |                                   |
| 2012 | Afternoon Delight                              | McKenna                  |                                   |
| 2013 | Magic, Magic                                   | Alicia                   |                                   |
| 2013 | Lovelace                                       | Patsy                    |                                   |
| 2013 | Horns                                          | Merrin Williams          |                                   |
| 2014 | Maléfica                                       | Fronda                   |                                   |
| 2014 | Sin City: A Dame to Kill For                   | Sally                    |                                   |
| 2014 | Drunk History                                  | Sybil Luddington         | Episodio: "New York City"         |
| 2015 | Safelight                                      | Vicki                    |                                   |
| 2015 | Far from the Madding Crowd                     | Fanny Robin              |                                   |
| 2015 | Len and Company                                | Zoe                      |                                   |
| 2015 | Black Mass                                     | Deborah Hussey           |                                   |
| 2015 | Meadowland                                     | Mackenzie                |                                   |
| 2016 | Vinyl                                          | Jamie Vine               | Serie de televisión, 10 episodios |
| 2016 | Away                                           | Ria                      |                                   |
| 2017 | The Most Hated Woman in America                | Robin Murray O'Hair      |                                   |
| 2017 | One Percent More Humid                         | Iris                     |                                   |
| 2017 | Wonder Wheel                                   | Carolina                 |                                   |
| 2017 | Electric Dreams                                | Emily Zabriskie          | Episodio: "Autofac"               |
| 2018 | Unsane                                         | Violet                   |                                   |
| 2019 | Maléfica: Dueña del Mal                        | Fronda                   |                                   |
| 2020 | Little Birds                                   | Lucy Savage              |                                   |
| 2020 | Ted Lasso                                      | Keeley Jones             |                                   |
| 2021 | Palmer                                         | Shelly                   |                                   |
| 2024 | Venom: El Último Baile                         | Dra. Teddy Payne / Agony |                                   |